# Sameraria nummularia
Sameraria nummularia är en korsblommig växtart som beskrevs av Joseph Friedrich Nicolaus Bornmüller. Sameraria nummularia ingår i släktet Sameraria och familjen korsblommiga växter. Inga underarter finns listade i Catalogue of Life.